# Microrégion d'Itaparica
La microrégion d'Itaparica est l'une des deux microrégions qui subdivisent la mésorégion du São Francisco Pernambucano dans l'État du Pernambouc au Brésil.
Elle comporte sept municipalités qui regroupaient 127 915 habitants après le recensement de 2007.

## Municipalités
- Belém de São Francisco
- Carnaubeira da Penha
- Floresta
- Itacuruba
- Jatobá
- Petrolândia
- Tacaratu